# Raúl Rangel
José Raúl „Tala” Rangel Aguilar (ur. 25 lutego 2000 w Zapotlán el Grande) – meksykański piłkarz występujący na pozycji bramkarza, reprezentant Meksyku, od 2023 roku zawodnik Guadalajary.